# Берёзно (Брестская область)
Берёзно (бел. Бярозна) — деревня в Кобринском районе Брестской области Белоруссии. Входит в состав Остромичского сельсовета.
По данным на 1 января 2016 года население составило 92 человека в 58 домохозяйствах.
В деревне расположен магазин.

## География
Деревня расположена в 27 км к северо-востоку от города Кобрин, 11 км от станции Городец, в 71 км к востоку от Бреста, у шоссе М1 Брест-Минск.
На 2012 год площадь населённого пункта составила 1,4 км² (140 га).

## История
Населённый пункт известен с 1555 года как имение земянина Д. Мацковича. В разное время население составляло:
- 1999 год: 99 хозяйств, 200 человек;
- 2005 год: 91 хозяйство, 179 человек;
- 2009 год: 148 человек;
- 2016 год[2]: 58 хозяйств, 92 человека;
- 2019 год[1]: 55 человек.